# Mojama

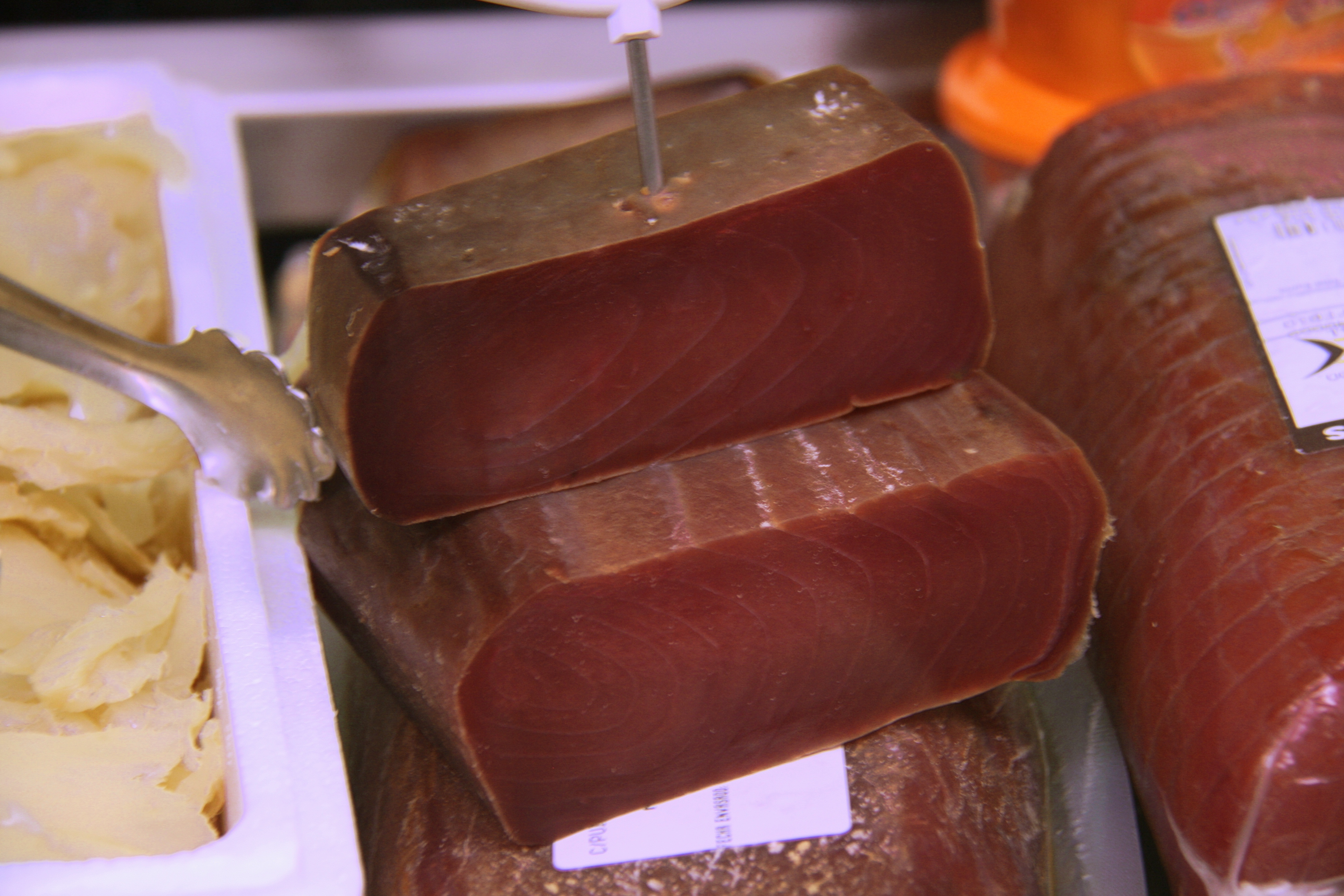
Corte de mojama.

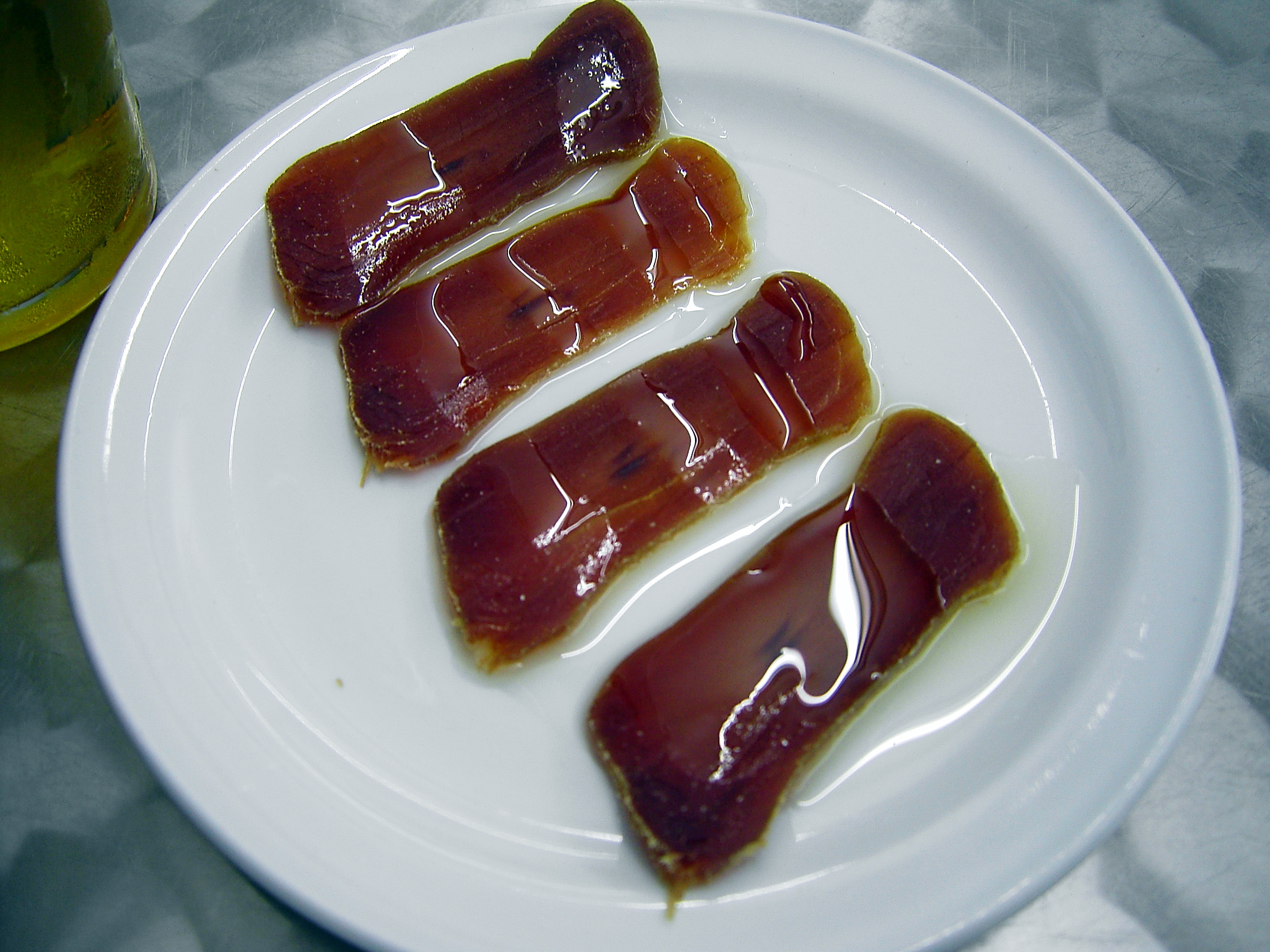
Tapa de mojama con aceite de oliva.

La mojama (del árabe clásico mušamma‘, ‘hecho cera’) es una salazón de atún, hecha con los lomos del descargamento y el descargado (bajo los lomos, simétricos) tras sufrir un proceso de curado en salazón.
Es un producto típico de las zonas donde se emplea la almadraba como técnica de pesca, que es practicada en la costa atlántica andaluza, y en las costas de la Región de Murcia y del sur de la Comunidad Valenciana, en el sureste español.

## Zonas de producción
En Andalucía, es producida en zonas costeras de  La Janda (Cádiz) y Ayamonte e Isla Cristina (Huelva). Los municipios de Isla Cristina y Barbate suman el 75 % de la producción total andaluza.
En 2016 y 2017 se crearon dos Indicaciones Geográficas Protegidas, respectivamente Mojama de Barbate y Mojama de Isla Cristina. Mientras que la primera comprende la producción en Barbate y Vejer de la Frontera (provincia de Cádiz), la segunda incluye la de Isla Cristina, Lepe, Cartaya y Ayamonte (provincia de Huelva). Su Consejo Regulador clasifica la producción en:
- Categoría Extra: salazones procedentes de la parte interior de los lomos.
- Categoría Primera: obtenidos de las zonas contiguas

En el sureste español, la mojama es producida en la Región de Murcia, destacando los municipios de Cartagena y Mazarrón, y en la provincia de Alicante, donde destacan Pilar de la Horadada, Benidorm, Villajoyosa y Jávea.

## Elaboración
De cada atún se extraen entre una y dos docenas de tiras de carnes prietas de las zonas ya citadas. Se meten, prensándolas, durante uno o dos días en sal gorda y se le quita la sal al día siguiente.
Seguidamente se purgan un par de días envueltas en sacos húmedos y se lavan muy bien, para proceder a su secado al aire durante unos quince o veinte días, según el viento sea de levante, sur o poniente.

## Presentación

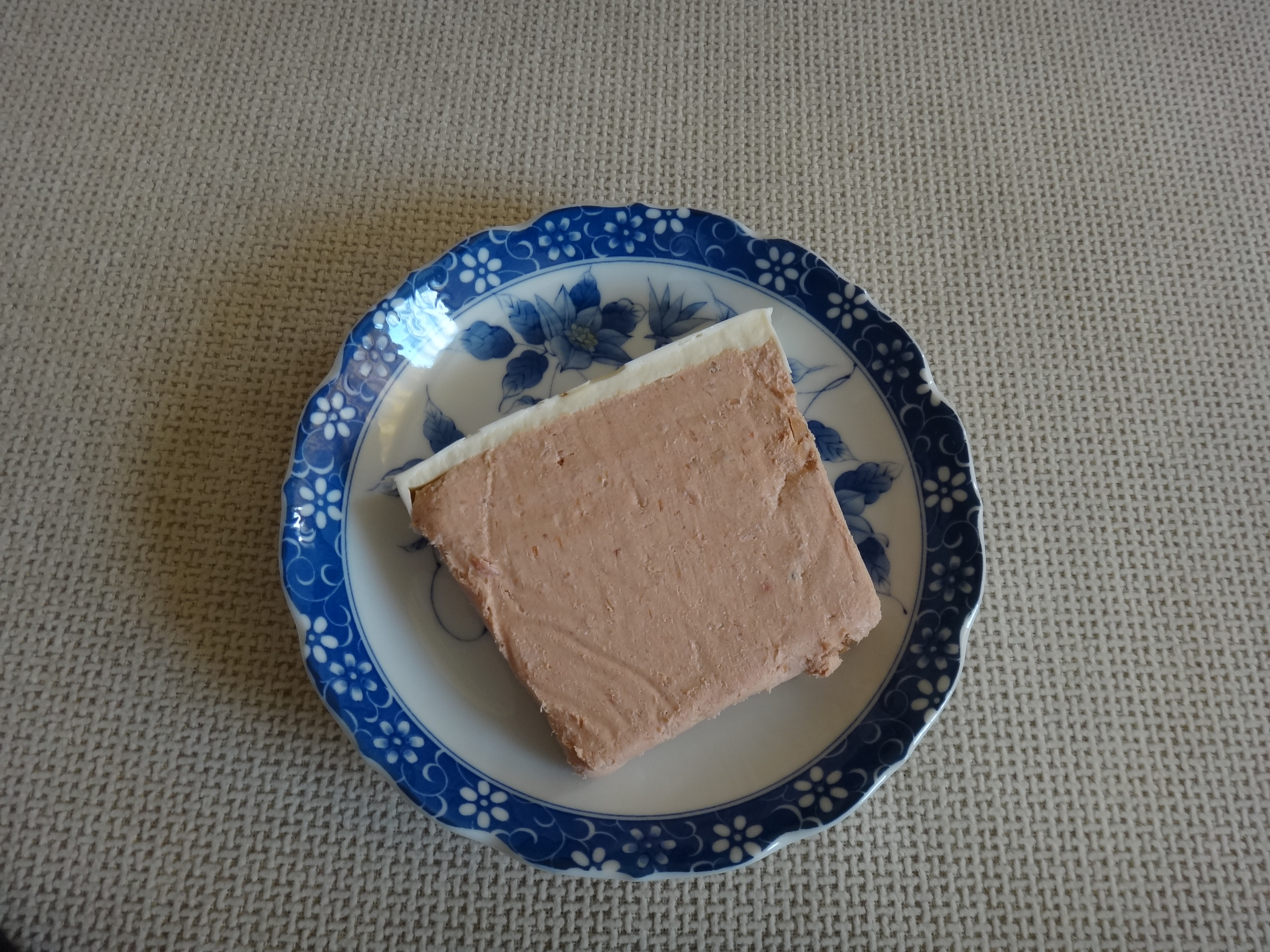
Paté de mojama

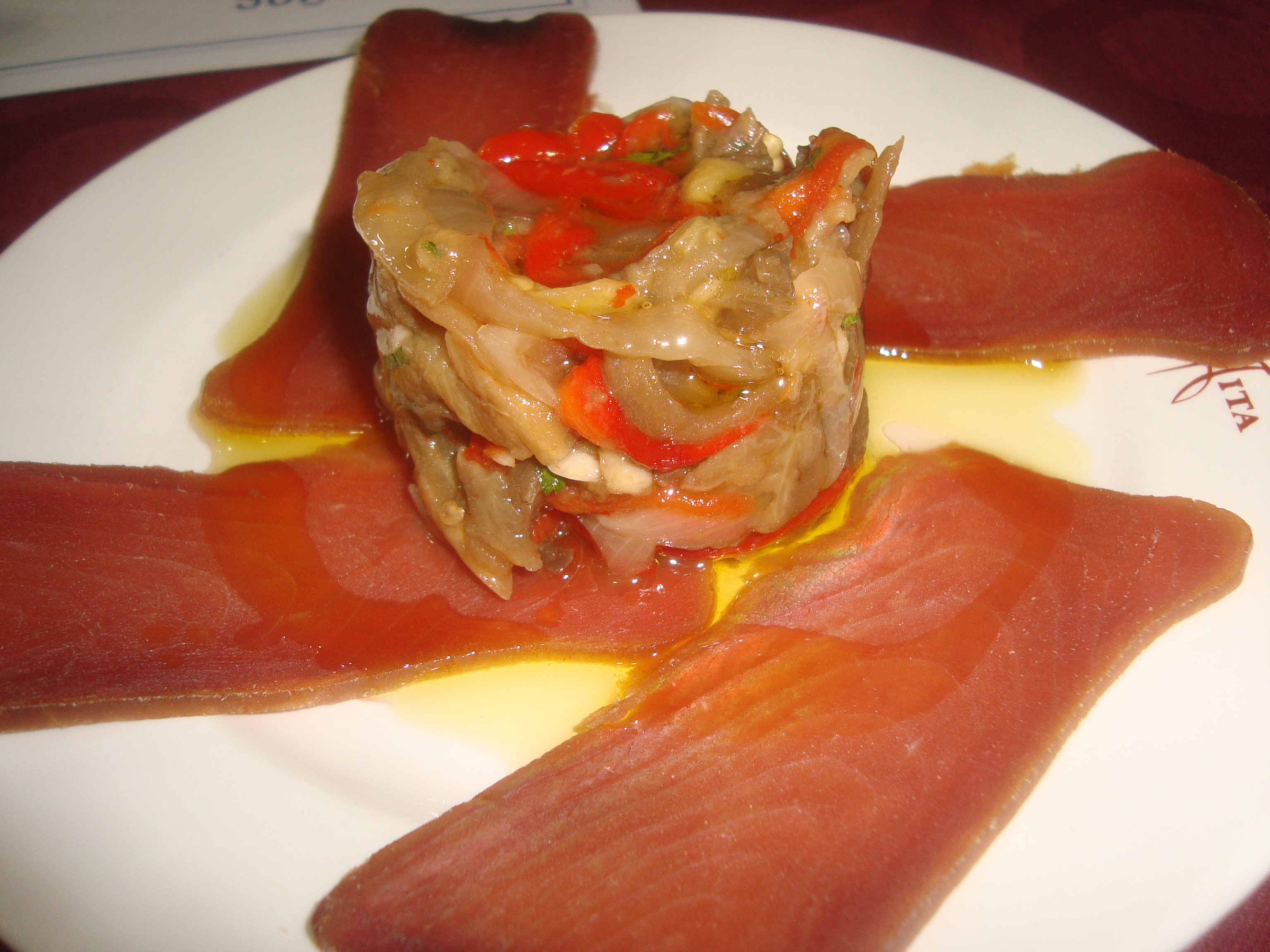
Mojama con escalibada de verduras.

La mojama suele presentarse cortada en lonchas muy finas (de dos a tres milímetros) y aderezadas con aceite de oliva. En algunas ocasiones se acompañan en el plato de almendras o cualquier otro fruto seco. En ciertas ocasiones se aromatizan con romero. También existe el paté de mojama.